# SN 1972J
SN 1972J – supernowa typu Ia* odkryta 20 sierpnia 1972 roku w galaktyce NGC 7634. Jej maksymalna jasność wynosiła 14,76m.